# Solothurn (stad)
Solothurn is de hoofdstad van het gelijknamige kanton Solothurn met in 2014 circa 16.000 inwoners. De stad ligt ongeveer 35 km ten noorden van de Zwitserse hoofdstad Bern aan de voet van de Jura. Ten noorden van de stad ligt de 'Hausberg' van Solothurn, de 1395 m hoge Weissenstein. Bij de stad vloeien de rivieren de Aare en de Emme samen. Solothurn noemt zich wel de mooiste barokstad van Zwitserland.

## Geschiedenis

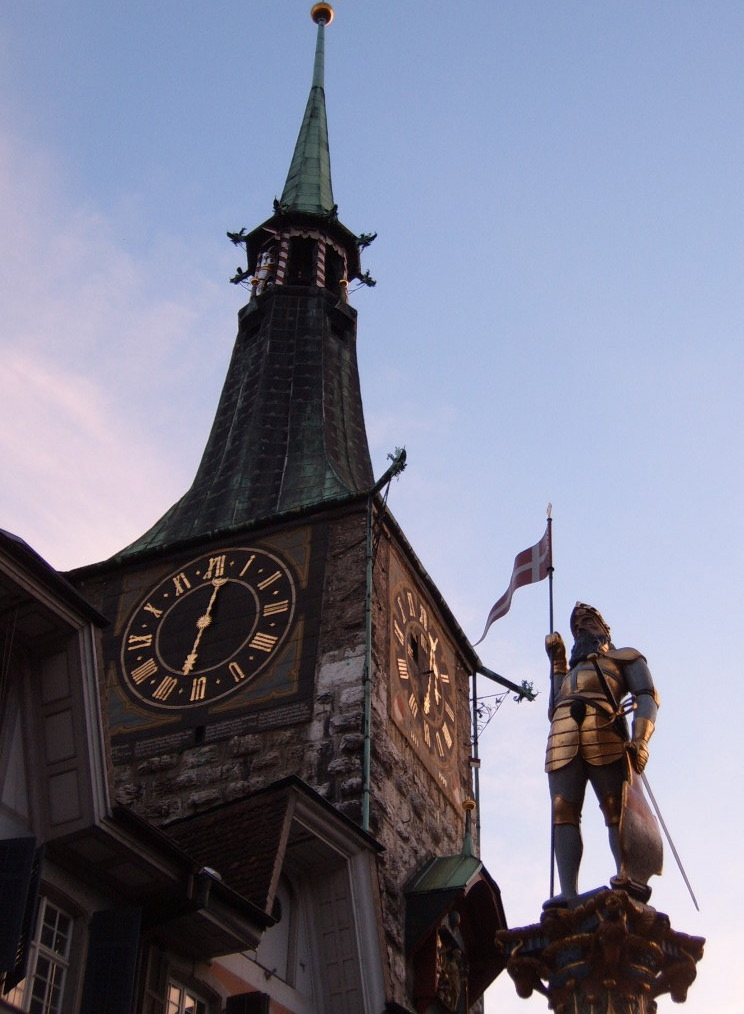
De Zytglogge

In de oorspronkelijke Keltische vestiging werd tijdens het bewind van keizer Tiberius de Romeinse versterking (castrum) Saladorum gevestigd. Salodorum was voor de Romeinen van strategisch belang, omdat vanuit deze vestiging de weg naar de Rijn vanuit zuidoostelijke richting kon worden beheerst.
Na de Romeinse overheersing en de invasie door de Alemannen maakt het vanaf 888 deel uit van het koninkrijk Bourgondië. Van 1127 tot 1218 maakte de stad deel uit van het bezit van het geslacht Zähringen. Hierna werd het een vrije stad. Solothurn breidde haar gebieden uit en vormde een buffer tussen Bern en Bazel. De stad voegde zich in 1481 bij het Zwitserse Eedgenootschap en werd zo het 11e kanton. Ondanks politieke en religieuze onrust tijdens de reformatie bleef de stad katholiek. Solothurn werd daarom in 1530 gekozen tot residentie van de ambassadeur van Frankrijk en bleef dat tot 1792. Tijdens de revolutie van 1798 werden wel enige vernielingen aangericht in de stad, maar de barokke binnenstad bleef grotendeels intact. Na de napoleontische tijd werd Solothurn vanaf 1814 weer aristocratisch geregeerd tot 1830. In 1828 werd het de residentie van de bisschop van Bazel.

## Bezienswaardigheden
Bezienswaardigheden in Solothurn zijn de oude binnenstad met vele gildehuizen, en waterbronnen. Het centrum wordt gedomineerd door de Sint-Ursenkathedraal, toegewijd aan Ursus van Solothurn, aan de rivier de Aare. 

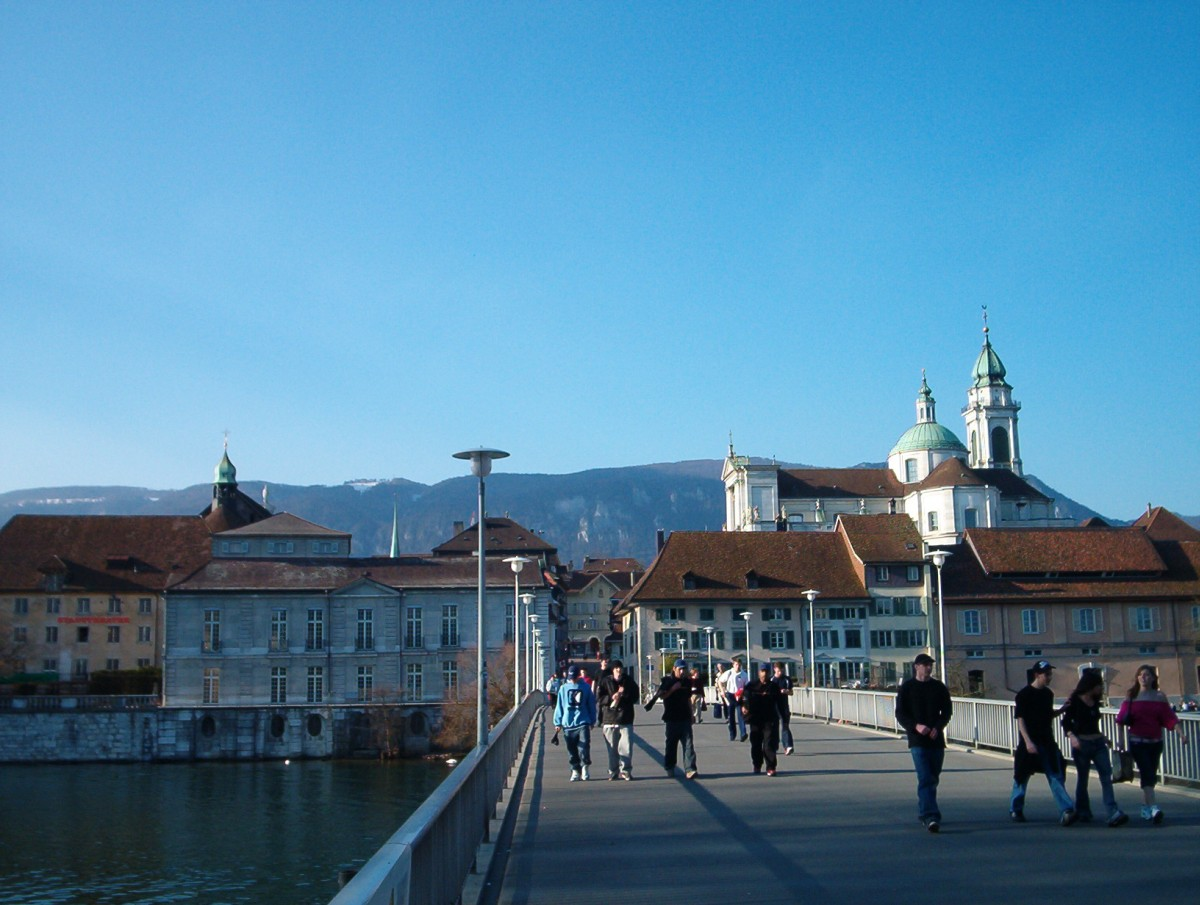
Het oude stadshart van Solothurn vanaf de overkant van de Aare

Het oudste gebouw van Solothurn is de Zytglogge op het centrale marktplein van de stad, waarvan het onderste deel stamt uit de twaalfde eeuw en het bovenste deel uit 1467. De klok zelf werd geïnstalleerd in 1545. Er is veel bewaard gebleven van de oude stadmuren zoals te zien valt aan de Bieltor met de Buristurm, de Baseltor met de Riedholzschanze en de Riedholzturm, met de schans Krumme Turm. Deze vestingwerken werden deels ontworpen door de Franse maarschalk en bouwmeester Vauban.

## Solothurn en het getal 11
Solothurn heeft een speciale verhouding met het getal elf. Het kanton Solothurn was het elfde kanton van Zwitserland. De stad bezit elf kerken en kapellen, elf bronnen en elf torens. De Sint-Ursenkathedraal heeft elf altaren en elf klokken, en er voert een trap naar de kathedraal met elf treden per deel. De slinger van Foucault in het natuurmuseum draait elf graden per uur. Een lokale bierbrouwerij heet Öufi Bier en produceert een gelijknamig bier.

## Stedenbanden
- Heilbronn (Duitsland)
- Krakau (Polen)
- Le Landeron (Zwitserland)

## Geboren
- Franz Josef Amatus Gassmann (1812-1884), drukker, uitgever en redacteur
- Cuno Amiet (1868-1961), kunstschilder
- Gertrud Dübi-Müller (1888-1980), fotografe, kunstverzamelaarster en mecenas
- Ulrich Luder (1919-1987), redacteur en politicus
- Lili Nabholz (1944-), advocate en politica
- Roberto Zanetti (1952), politicus
- Pirmin Bischof (1959), politicus
- Adèle Thorens Goumaz (1971), politica
- Riola Xhemaili (2003), voetbalster

## Overleden
- Franz Josef Amatus Gassmann (1812-1884), drukker, uitgever en redacteur
- Ida Helena Froelicher-Stehli (1896-1970), maatschappelijk werkster en vluchtelingenhelpster
- Olga Brand (1905-1973), onderwijzeres en schrijfster
- Gertrud Dübi-Müller (1888-1980), fotografe, kunstverzamelaarster en mecenas
- Ulrich Luder (1919-1987), redacteur en politicus